# 弁天池 (安芸市)
弁天池（べんてんいけ、通称：内原野池）は、高知県安芸市内原野にあるため池である。1958年（昭和33年）手結住吉県立自然公園に指定されている。2010年（平成22年）3月25日に弁天池（通称：内原野池）として、農林水産省のため池百選に選定された
。

## 概要
延宝年間1673年～1680年に土佐藩山内家家老五藤氏の5代目正範が新田開発による財政安定のために構築したと伝わる。現在も16haの灌漑を行い、主に名産の「冬春ナス」に欠かせない水源となっている。

## 内原野公園
内原野公園は土佐藩主や五藤氏の野外遊場として整備したもので、丘陵地約3haには、1万5000本のツツジが植栽され、春の開花時には多くの観光客で賑わう。丘陵地の頂上付近にある延寿亭は、茅葺きの35坪程の平屋建で休憩用の建物である。湖畔にはアヤメ、ショウブ植えられていて、付近には内原野焼の生産地でもある。

## アクセス

### 道路
- 高知県道212号宮ノ上川北線

### 公共交通機関
- 土佐くろしお鉄道阿佐線安芸駅下車